# Ukraiinske, Seredîna-Buda
Ukraiinske (în ucraineană Українське) este un sat în comuna Krenîdivka din raionul Seredîna-Buda, regiunea Sumî, Ucraina.

## Demografie
Componența lingvistică a localității Ukraiinske
     Rusă (76,39%)
     Ucraineană (23,61%)
Conform recensământului din 2001, majoritatea populației localității Ukraiinske era vorbitoare de rusă (76,39%), existând în minoritate și vorbitori de ucraineană (23,61%).